# Real Castelnuovo
Maillots
Le Real Castelnuovo, ancienne Unione Sportiva Castelnuovo Garfagnana, est le club de football de Castelnuovo di Garfagnana, dans la province de Lucques en Toscane, fondé en 1922.